# Белтіуг
Белтіуг (рум. Beltiug) — село у повіті Сату-Маре в Румунії. Адміністративний центр комуни Белтіуг.
Село розташоване на відстані 427 км на північний захід від Бухареста, 27 км на південь від Сату-Маре, 103 км на північний захід від Клуж-Напоки.

## Населення
За даними перепису населення 2002 року у селі проживали 1320 осіб.
Національний склад населення села:
| Національність | Кількість осіб | Відсоток |
| -------------- | -------------- | -------- |
| румуни         | 550            | 41,7%    |
| угорці         | 400            | 30,3%    |
| німці          | 359            | 27,2%    |
| цигани         | 10             | 0,8%     |

Рідною мовою назвали:
| Мова      | Кількість осіб | Відсоток |
| --------- | -------------- | -------- |
| угорська  | 673            | 51,0%    |
| румунська | 541            | 41,0%    |
| німецька  | 105            | 8,0%     |